# Абатство Сантисима Тринита (Кава де' Тирени)
 Абатство Сантисима Тринита (на италиански: Abbazia territoriale della Santissima Trinità di Cava de' Tirreni, в превод Абатството на Светата Троица)) е католическо бенедиктинско абатство в Кава де' Тирени, Италия. Абатството се смята за един най-значителните духовни центрове на Южна Италия през Средновековието.

## История
Абатство е основана през 1011 от Свети Алферий, благороден Салерно.
Той се намира на хълм на около 400 метра над морското равнище, на три километра от центъра на град Кава де' Тирени и на близко разстояние от крайбрежието на Амалфи.